# BMW X2
BMW X2 – samochód osobowy typu crossover klasy kompaktowej produkowany pod niemiecką marką BMW od 2017 roku. Od 2023 roku produkowana jest druga generacja modelu.

## Pierwsza generacja
Model nosi kod fabryczny F39. X2 to całkowicie nowy model w gamie BMW. Nie ma bezpośredniego poprzednika. Samochód stanowi odważniej stylizowaną, bardziej lifestyle'ową interpretację modelu BMW X1 i jest z nim silnie powiązany. Posiada podobną długość nadwozia i taką samą deskę rozdzielczą. Analogicznie do modeli X4 oraz X6 producent nazywa X2 mianem coupe, co jest jedynie marketingowym zabiegiem mającym podkreślić sportowy charakter samochodu.
BMW X2 występuje w trzech wersjach wyposażenia, które znacząco różnią się wyglądem: Advantage, usportowiona M Sport z obniżonym zawieszeniem oraz bardziej off-roadowa M Sport X.

Na początku, na rynku europejskim dostępne były modele sDrive 20i, xDrive20d i xDrive25d.

### Dane techniczne[2][3]
| Model                  | Napęd              | Pojemność skokowa  | Układ cylindrów    | Moc                                     | Moment obrotowy                | Przyspieszenie 0-100 km/h | Prędkość maksymalna | Zużycie paliwa (cykl mieszany)                     |
| Silniki benzynowe:     | Silniki benzynowe: | Silniki benzynowe: | Silniki benzynowe: | Silniki benzynowe:                      | Silniki benzynowe:             | Silniki benzynowe:        | Silniki benzynowe:  | Silniki benzynowe:                                 |
| ---------------------- | ------------------ | ------------------ | ------------------ | --------------------------------------- | ------------------------------ | ------------------------- | ------------------- | -------------------------------------------------- |
| sDrive18i od 3/2018    | koła przednie      | 1499 cm3           | R3                 | 103 kW / 140 KM przy 4600-6500 obr./min | 220 Nm przy 1480-4200 obr./min | 9,6 s                     | 205 km/h            | 5,8-5,6 l/100km (manual) 5,8-5,6 l/100km (DCT)     |
| sDrive20i od 3/2018    | koła przednie      | 1998 cm3           | R4                 | 141 kW / 192 KM przy 5000-6000 obr./min | 280 Nm przy 1350-4600 obr./min | 7,7 s                     | 227 km/h            | 5,9-5,5 l/100km                                    |
| xDrive20i od 3/2018    | wszystkie koła     | 1998 cm3           | R4                 | 141 kW / 192 KM przy 5000-6000 obr./min | 280 Nm przy 1350-4600 obr./min | 7,4 s                     | 224 km/h            | 6,2-6,1 l/100km                                    |
| sDrive28i od lata 2018 | koła przednie      | 1998 cm3           | R4                 | 170 kW / 231 KM przy 5000 obr./min      | 350 Nm przy 1250-4500 obr./min | -                         | -                   | -                                                  |
| xDrive28i od 3/2018    | wszystkie koła     | 1998 cm3           | R4                 | 170 kW / 231 KM przy 5000 obr./min      | 350 Nm przy 1250-4500 obr./min | 6,3 s                     | -                   | -                                                  |
| Silniki wysokoprężne:  |                    |                    |                    |                                         |                                |                           |                     |                                                    |
| sDrive18d od 3/2018    | koła przednie      | 1995 cm3           | R4                 | 110 kW / 150 KM przy 4000 obr./min      | 350 Nm przy 1750-2500 obr./min | 9,3 s                     | 207 km/h            | 4,6-4,5 l/100km (manual) 4,7-4,5 l/100km (automat) |
| xDrive18d od 3/2018    | wszystkie koła     | 1995 cm3           | R4                 | 110 kW / 150 KM przy 4000 obr./min      | 350 Nm przy 1750-2500 obr./min | 9,2 s                     | 206 km/h            | 5,2-4,9 l/100km                                    |
| xDrive20d od 3/2018    | wszystkie koła     | 1995 cm3           | R4                 | 140 kW / 190 KM przy 4000 obr./min      | 400 Nm przy 1750-2500 obr./min | 7,7 s                     | 221 km/h            | 4,8-4,6 l/100km                                    |
| xDrive25d od 3/2018    | wszystkie koła     | 1995 cm3           | R4                 | 170 kW / 231 KM przy 4400 obr./min      | 450 Nm przy 1500-3000 obr./min | 6,7 s                     | 237 km/h            | 5,3-5,1 l/100km                                    |

## Druga generacja

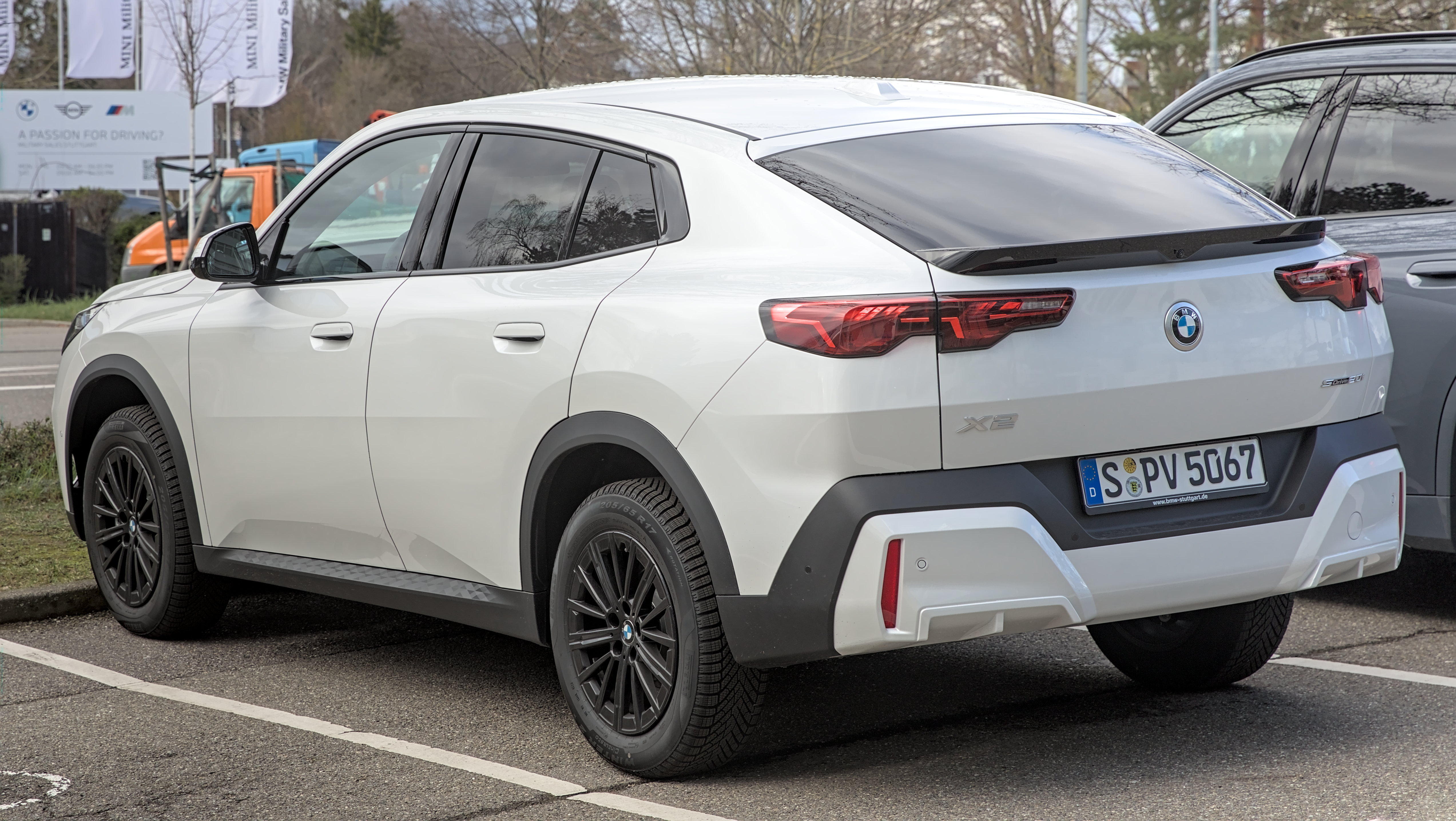
BMW X2 II (U10) - tył

BMW X2 II zostało zaprezentowane po raz pierwszy 11 października 2023 roku. 
W przeciwieństwie do poprzednika auto przyjęło zupełnie nową formę – jest crossoverem Coupe. Oznaczono go kodem U10. Samochód jest nieco dłuższy, szerszy oraz ma trochę dłuższy rozstaw osi od poprzednika. Został wprowadzony na rynek wiosną 2024 roku. Produkcja modelu rozpoczęła się w listopadzie 2023 roku.

### iX2

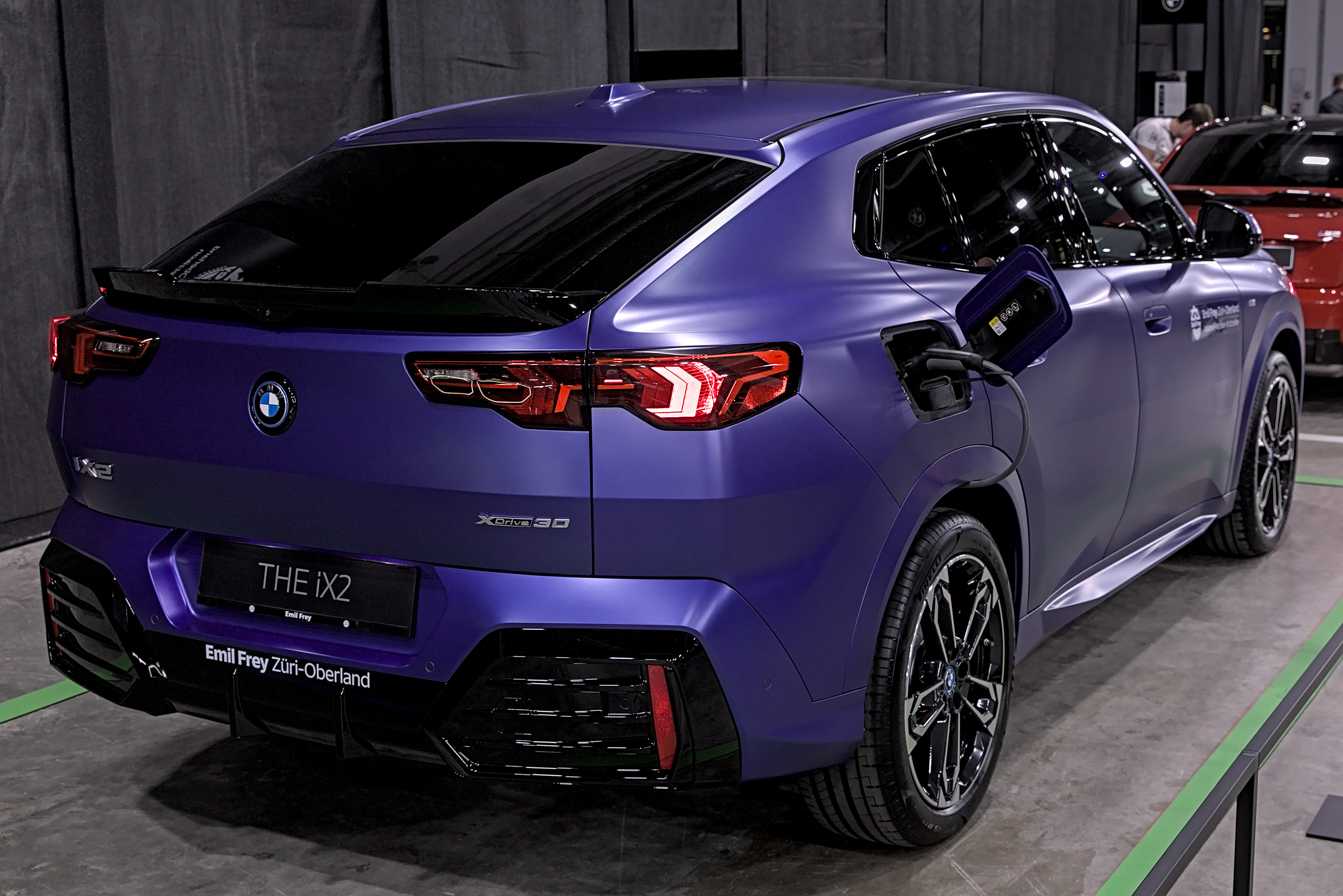
BMW iX2 - tył

BMW iX2 podobnie jak spalinowe X2 zostało zaprezentowane 11 października 2023 roku.
Druga generacja modelu jest dostępna w odmianie elektrycznej. Samochód trafił też do sprzedaży wiosną 2024 roku. Produkcja modelu rozpoczęła się podobnie jak wersji spalinowej w listopadzie 2023 roku.